# Dulovce
Dulovce (allemand : Neudalla , hongrois : Újgyalla) est un village de Slovaquie situé dans la région de Nitra.

## Histoire
Première mention écrite du village en 1356.

## Démographie

### Évolution de la population
| Année:               | 1994. | 2004.   | 2014.   | 2024.    |
| -------------------- | ----- | ------- | ------- | -------- |
| Nombre de personnes: | 1901  | 1859    | 1778    | 1598     |
| Différence:          |       | -2,20 % | -4,35 % | -10,12 % |

| Année:               | 2023. | 2024.   |
| -------------------- | ----- | ------- |
| Nombre de personnes: | 1620  | 1598    |
| Différence:          |       | -1,35 % |